# Ribarska pošta
Ribarska pošta, dio obale sa šljunkovitim ili pjeskovitim dnom koje služi za potezanje mreža s ulovom na obalu. Ova vrsta ribolova koristi se noću ili u ranim jutarnjim satima, dok preko dana obično služe kao plaže i mjesta za kupanje. Izgradnjom drugih sadržaja (kao šetnica i sličnog) postaju neupotrebljive. 
Na području Hrvatske postoji zabrana posjedobvanja privatnih pošta
Na području Boke kotorske uređen je katalog svih ribarskih pošta (ima ih 106) s njihovim nazivima geografskim koordinatama, slikama i dužinama pojedinih pošta. Neke od njih danas su neupotrebljive zbog izgradnje.